# Klwowska Wola
Klwowska Wola – wieś w Polsce położona w województwie mazowieckim, w powiecie przysuskim, w gminie Klwów.
Prywatna wieś szlachecka Wola Klwowska, położona była w drugiej połowie XVI wieku w powiecie radomskim województwa sandomierskiego. W latach 1975–1998 miejscowość administracyjnie należała do województwa radomskiego.
Wierni kościoła rzymskokatolickiego należą do parafii św. Macieja Apostoła w Klwowie.